# Francis Renaud
Pour les articles homonymes, voir Renaud (homonymie) et Francis Renaud (homonymie).
Pour le sculpteur, voir Francis Renaud (sculpteur).
 (novembre 2020).
Si vous disposez d'ouvrages ou d'articles de référence ou si vous connaissez des sites web de qualité traitant du thème abordé ici, merci de compléter l'article en donnant les références utiles à sa vérifiabilité et en les liant à la section « Notes et références ».
Francis Renaud est un acteur, réalisateur et scénariste français, né le 27 septembre 1967 à Thionville (Moselle). Il est également artiste peintre, sculpteur et designer à son propre atelier, l'Atelier 9.5.

## Biographie
Au cinéma, Francis Renaud est un second rôle apprécié, particulièrement d'Olivier Marchal qui l'engage dans tous ses films. On peut le voir également dans Pigalle de Karim Dridi, pour lequel il a obtenu le Prix Michel-Simon en 1996, Scorpion de Julien Seri ou Le Deuxième Souffle d'Alain Corneau.
Il réalise en 2000 un long métrage, Marie, Nonna, la Vierge et moi, racontant la vie d'une bande de jeunes vivant dans une vallée minière de l'Est de la France.
Il trouve de grands rôles à la télévision. Guest dans de nombreuses séries, il interprète les rôles principaux de La Commune, du Cri ou d'Un village français, et joue Jean-Marie Villemin dans L'Affaire Villemin en 2006 et François Villon en 2010.
Depuis son passage lors d'une fête pour les enfants malades à Metzervisse (Moselle) les 26 et 27 août 2006, il est le parrain de l'association Anim'Metzervisse. Il est aussi le parrain de l'association qui lui succède, Eux pour Eux, dont le but est la réalisation des rêves des enfants malades et en situation de handicap, l'intervention dans les écoles et les hôpitaux, la promotion d'évènements cinématographiques et culturels, et le soutien logistique envers les pays en voie de développement.
En 2013, Francis Renaud est choisi comme parrain du 3e Lieu, le futur équipement culturel de la Ville de Thionville.

### Violences sexuelles
En 2024, il porte plainte auprès du procureur de la République d’Évreux, pour harcèlement sexuel contre le cinéaste André Téchiné, pour des faits qui « se seraient déroulés entre 1988 et 2004 ». Il porte également plainte pour agression sexuelle contre le directeur de casting Gérard Moulevrier et même pour menaces de mort, dans le cadre de #MeTooGarçons. Depuis, l'acteur se dit « blacklisté par le cinéma ». Ses plaintes sont classées sans suite par le parquet de Paris pour cause de prescription.

## Filmographie

### Cinéma
- 1989 : L'Invité surprise de Georges Lautner
- 1991 : La vieille qui marchait dans la mer de Laurent Heynemann
- 1994 : Pigalle de Karim Dridi : Fifi
- 1996 : Parfait Amour ! de Catherine Breillat : Christophe
- 1996 : Chacun cherche son chat de Cédric Klapisch : Le mec agressif
- 1998 : Cantique de la racaille de Vincent Ravalec : Un flic
- 1998 : Le Plaisir (et ses petits tracas) de Nicolas Boukhrief : Raphaël
- 1999 : Du bleu jusqu'en Amérique de Sarah Lévy : Grand mec de l'équipe Helpos
- 2001 : Gangsters d'Olivier Marchal : Rocky
- 2002 : La Mentale de Manuel Boursinhac : Niglo
- 2003 : Les Rivières pourpres 2 - Les anges de l'apocalypse d'Olivier Dahan : un adjoint de Reda
- 2003 : Des plumes dans la tête de Thomas de Thier : Jean-Pierre Charlier
- 2004 : 36 Quai des Orfèvres d'Olivier Marchal : Titi Brasseur
- 2006 : Anna M. de Michel Spinosa : Albert
- 2006 : Scorpion de Julien Seri : Marcus
- 2007 : MR 73 d'Olivier Marchal : Kovalski
- 2007 : Chrysalis de Julien Leclercq : Yuri
- 2007 : Le Deuxième souffle d'Alain Corneau : Letourneur
- 2009 : R.T.T. de Frédéric Berthe : Leroy
- 2009 : Mutants de David Morley : Marco
- 2009 : Joueuse de Caroline Bottaro : Ange
- 2011 : Monsieur Papa de Kad Merad : Le vigile
- 2011 : Les Lyonnais de Olivier Marchal : Brandon
- 2012 : Aux yeux de tous de Cédric Jimenez et Arnaud Duprey : Otar
- 2012 : Le Guetteur de Michele Placido : Eric
- 2012 : Le Diable dans la peau de Gilles Martinerie : le père
- 2013 : Le jour attendra de Edgar Marie : José
- 2014 : Aux yeux des vivants de Alexandre Bustillo, Julien Maury : Isaac Faucheur
- 2014 : Disparue en hiver de Christophe Lamotte : Richard
- 2017 : L'Araignée Rouge de Franck Florino : Tom
- 2018 : Vaurien de Mehdi Senoussi : Le maire
- 2020 : Papi Sitter de Philippe Guillard : un gendarme
- 2020 : Bronx d'Olivier Marchal : Franck Nadal
- 2022 : Overdose d'Olivier Marchal : Willy De Berg
- 2023 : Vaincre ou mourir de Vincent Mottez et Paul Mignot : Jacques-Louis Maupillier
- 2024 : Le Mangeur d’âmes de Julien Maury et Alexandre Bustillo : brigadier-Chef Marcelin

### Télévision
- 1991 : Cas de divorce (épisode 121) : Gabriel Clement
- 1993 : Un pull par-dessus l'autre de Caroline Huppert : Le neveu
- 1994 : Le Dernier Tour de Thierry Chabert : Reporter 1
- 1996 : Docteur Sylvestre de Dominique Tabuteau (saison 2, épisode 4) : Dan
- 1997 : Bob Million de Michaël Perrotta, Rémi
- 1997 : Navarro de Patrick Jamain (saison 9, épisode 2) : Richard
- 1997 : Quai numéro un de Patrick Jamain (saison 1, épisode 3) : Mickey
- 1998 : Chercheur d'héritiers d'Olivier Langlois : Hélène ou Eugénie ? : Cédric
- 1999 : Les Cordier, juge et flic de Gilles Béhat (saison 8, épisode 1) : Raoul
- 2000 : Petit Ben d'Ismaël Ferroukhi : Franck
- 2000 : Police District (3 épisodes) : Norbert
- 2000 : Mère en fuite de Christophe Lamotte : Xavier
- 2000 : Contre la montre de Jean-Pierre Sinapi : Cyril Meilland
- 2001 : Dérives de Christophe Lamotte : Paul
- 2002 : Retour de flamme de Diane Bertrand : Bob
- 2004 : Zodiaque de Claude-Michel Rome : Félix Vogel
- 2004 : Louis Page d'Alain Schwartzstein : Bertrand Dumouchel
- 2004 : Alex Santana, négociateur de Gilles Béhat (série télévisée, saison 1, épisode 2) : Martial Thevenard
- 2005 : Le Cri d'Hervé Baslé, Robert Panaud
- 2005 : Fabien Cosma de Bruno Gantillon (série télévisée, 1 épisode) : Marc Caretta
- 2006 : L'Affaire Villemin de Raoul Peck : Jean-Marie Villemin
- 2006 : Commissaire Cordier de Michaël Perrotta (série télévisée, saison 1, épisode 3) : Fabrice Fernez
- 2007 : La Commune de Philippe Triboit : Isham Amadi
- 2008 : Belleville Tour d'Ahmed Bouchaala et Zakia Tahri : Paul
- 2008 : Baptêmes de feu de Philippe Venault : Malavoie
- 2009 : Suite noire (saison 1, épisode 1) d'Orso Miret : Manu
- 2009 : Marion Mazzano de Marc Angelo : Franck Grueber
- 2009 : Un village français de Cédric Salmon & Philippe Triboit : Jacques
- 2010 : Demain je me marie de Vincent Giovanni : Régis
- 2010 : Profilage de Eric Summer : Alban
- 2010 : R.I.S Police scientifique (Saison 6, épisode 1 : 'Revivre encore') de Stéphane Kaminka : Frantz Walkowitz
- 2011 : Longue Peine de Christian Bonnet : Maurice Levoyer
- 2011 : Je, François Villon, voleur, assassin, poète... de Serge Meynard : François Villon
- 2011 : Une nouvelle vie de Christophe Lamotte : Jacky
- 2011 : La Part des anges de Sylvain Monod : Max
- 2011 : Braquo (saison 2) de Philippe Haïm et Éric Valette : Dréan
- 2012 : La Ballade de Kouski d'Olivier Langlois : Victor
- 2012 : Julie Lescaut (épisode L'Ami perdu) de René Manzor : David Kabel
- 2013 : Léo Matteï, Brigade des mineurs saison 1, épisode 1 : Bruno Deniard
- 2014 : Un si joli mensonge d'Alain Schwarzstein : Bruno
- 2015 : Stavisky, l'escroc du siècle de Claude-Michel Rome : Pierre Bonny
- 2015 : Spotless de Pascal Chaumeil : Capoue
- 2015 : Une chance de trop de François Velle : Thierry Vergne
- 2016 : Section Zéro d'Olivier Marchal : Robert Bianchi
- 2016 : Section de recherches (S10E07 Dérives) : Franck Mercœur
- 2016 : L'Inconnu de Brocéliande de Vincent Giovanni : Mathieu Le Guennec
- 2017 : Cherif (épisode La Mort de Kader Cherif) : Daniel Rubin
- 2017 : Munch (épisode Ultime recours) : Denis Boisselier
- 2018 : Les Innocents de Frédéric Berthe : Big Ben
- 2018 : Meurtres en Lorraine de René Manzor : Jean-Paul Dubois
- 2018 : Le Jour où j'ai brûlé mon coeur de Christophe Lamotte : Bruno Legrand
- 2019 : Le Premier Oublié de Christophe Lamotte : Ivan
- 2020 : Faux Semblants de Akim Isker : Philippe Leprince
- 2022 : Visions d'Akim Isker : Emmanuel Trabuc
- 2022 : Les Rivières pourpres (saison 4, épisode La Dernière vague) : Nicolas Leroy

### Récompenses
- 1996: Prix Michel-Simon : pour son rôle dans Pigalle de Karim Dridi

### Vidéo-clip
- 2006 : Beethoven, clip de la chanson de Michel Sardou, réalisé par Olivier Marchal

### Réalisateur
- 2000 : Marie, Nonna, la Vierge et moi
- 1997 : Over iode (court-métrage)

### Scénariste
- 2000 : Marie, Nonna, la Vierge et moi

## Théâtre
- 1998 : Hygiène de l'assassin d'Amélie Nothomb, mise en scène Didier Long, Petit Théâtre de Paris

## Publication
- 2018 : La rage au cœur, préface d'Olivier Marchal, Hugo et Cie